# Cuicul (stolica tytularna)
Cuicul (łac. Diocesis Cuiculitanus) – stolica historycznej diecezji w Cesarstwie rzymskim w prowincji Numidia zlikwidowana w VII w. podczas ekspansji islamskiej. Współczesne miasto Dżamila w północnej Algierii. Obecnie katolickie biskupstwo tytularne.

## Biskupi tytularni
| Lp. | Biskup                      | Funkcja                                            | Od                | Do                  |
| --- | --------------------------- | -------------------------------------------------- | ----------------- | ------------------- |
| 1   | Francis Doyle Gleeson       | emerytowany biskup Fairbanks (USA)                 | 15 listopada 1968 | 15 stycznia 1971    |
| 2   | Gabriel Gonsum Ganaka       | biskup pomocniczy Jos (Nigeria)                    | 17 maja 1973      | 5 października 1974 |
| 3   | Bernard Unabali             | biskup pomocniczy Bougainville (Papua-Nowa Gwinea) | 1 czerwca 2006    | 15 grudnia 2009     |
| 4   | John Baptist Jung Shin-chul | biskup pomocniczy Inczon (Korea Południowa)        | 29 kwietnia 2010  | 10 listopada 2016   |
| 5   | Alexis Tagbino              | biskup pomocniczy Kankan (Gwinea)                  | 23 grudnia 2016   | 20 listopada 2021   |
| 6   | Andrij Chimiak              | eparcha pomocniczy kijowski (Ukraina)              | 3 listopada 2022  |                     |